# Jørgen G. Nielsen
Jørgen G. Nielsen (* 2. April 1932 in Kopenhagen) ist ein dänischer Meeresbiologe und Ichthyologe.

## Leben
Nielsen ist der Sohn von Sigurd Nielsen (1901–1990) und Ane Kirstine Villumsen Nielsen (1903–2002). Sein Vater war Molkereibesitzer, Lehrer an einer Molkereischule in Kopenhagen und Molkereiberater auf Jütland, seine Mutter eine Hausfrau. Nielsens Interesse an Wissenschaft und Natur begann in jungen Jahren, was er zu einem großen Teil seinen Eltern zu verdanken hat. Daher hegte er bereits in seiner Grundschulzeit den Wunsch, einen Beruf in der Biologie zu ergreifen. 1951 machte er seinen Schulabschluss in Arhus auf der Halbinsel Jütland. 1952 schrieb sich Nielsen an der Universität Kopenhagen ein, wobei er einer von nur 15 Studierenden war, die Zoologie als Hauptfach belegten. Darunter befand sich seine Kommilitonin Bodil Asmussen, die er 1957 heiratete. Aus dieser Ehe, die in einer Scheidung endete, gingen die beiden Söhne Torkel (* 1960) und Lars (* 1963) hervor. 1990 heiratete Nielson Karin Bloch, die als Krankenschwester in der kommunalen Pflege tätig war. 
Nielsens Studium dauerte bis 1958, beginnend mit einer Reihe von allgemeinen Lehrgängen, gefolgt von einer Spezialisierung auf das Fachgebiet des Studierenden. Nielsen belegte Zoologie, Botanik, Geologie, Geographie, Physiologie und andere Fächer, die ihm eine gute Grundlage für eine Karriere im naturkundlichen Bereich bieten sollten. Das letzte Studienjahr beendete Nielsen mit einer Diplomarbeit über die Verbreitung von Plattfischen in Abhängigkeit von den hydrographischen Bedingungen im Atlantik.
Nielsens ursprüngliches Interesse galt den Muscheln. Während eines Teilzeitjobs beim Zoologischen Museum der Universität Kopenhagen (ZMUC) wurde seine Aufmerksamkeit jedoch auf Fische gelenkt, als er das vom dänischen Forschungsschiff Galathea gesammelte Material sortierte. Die von 1950 bis 1952 durchgeführte Galathea-Expedition galt als bedeutender Meilenstein in der dänischen Erforschung der Tiefsee. Leiter der Expedition war Anton Frederik Bruun (1901–1961), der auf der Dana mitgesegelt war und auch Nielsens Vorgesetzter wurde. 1958 veröffentlichte Nielsen gemeinsam mit Bruun seinen ersten wissenschaftlichen Aufsatz über die Fische der Rennell-Insel im Pazifik.
Ab demselben Jahr leistete Jørgen einen 15-monatigen Pflichtdienst bei der dänischen Marine ab, wobei er jedoch nicht zur See fuhr, sondern seine gesamte Dienstzeit an Land in einer Sonarschule verbrachte. 
Nach dem Tod von Johannes Pfaff im Jahr 1959 suchte das ZMUC einen Kandidaten für die freigewordene Kuratorenstelle in der ichthyologischen Abteilung. Nielsen bewarb sich und wurde eingestellt. 
In dieser Zeit wählte er auch seine zweite Initiale. Im Grönländischen Fischereiinstitut arbeitete eine weitere Person mit dem Namen Jørgen Nielsen, die ebenfalls über Fische publizierte. Um Verwechslungen zu vermeiden, bat ihn sein Direktor, einen zweiten Vornamen oder Buchstaben zu wählen, um ihn von seinem Namensvetter zu unterscheiden. Obwohl seine Eltern seinen beiden Brüdern Gunnar (* 1935) und Mogens (* 1943) den mittleren Vornamen „Gissel“ gegeben hatten, war dies bei Jørgen Nielsen nicht der Fall. Der Familientradition folgend, wählte Nielsen den Buchstaben „G“. Der andere Jørgen Nielsen wählte „X“. Kurz darauf verließ letzterer das Fischereiinstitut und veröffentlichte nicht mehr. Daher wurde der Name Jørgen X. Nielsen nie verwendet.
1960 unternahm Nielsen seine erste Fahrt zur See, kurz nachdem er beim ZMUC engagiert wurde. Es handelte sich um eine dreimonatige Forschungsexpedition mit dem Namen STEP-1 vor Peru und Nordchile an Bord der R/V Horizon, ein umgebauter Hochseeschlepper, der von der Scripps Institution of Oceanography betrieben wurde. Er war der einzige Ichthyologe auf dieser Fahrt, die sich hauptsächlich mit Hydrographie befasste.
Als Kurator setzte er seine Arbeit an Plattfischen noch einige Jahre lang fort, widmete jedoch schließlich dem Reichtum an Tiefseematerial aus der Galathea-Fischsammlung. Sein besonderes Interesse galt der Ordnung Ophidiiformes (Bartmännchen und deren Verwandte), und viele seiner Arbeiten befassten sich mit dieser Gruppe. 
1969 erhielt er von der Universität Kopenhagen den Titel eines D.Sc., basierend auf einer Revision der Tiefseefamilie der Blinden Bartmännchen (Aphyonidae) und drei weiteren Arbeiten über Eingeweidefischartige. 
Während eines Großteils der zweiten Hälfte des 20. Jahrhunderts wurde die dänische Ichthyologie von zwei Personen, Jørgen Nielsen und Erik Bertelsen (1912–1993), dominiert. Bertelsen war Nachfolger von Age Vedel Taaning (1890–1958) als Direktor des Instituts für Fischerei im Schloss Charlottenlund bei Kopenhagen, das die Sammlungen der Dana-Expeditionen beherbergte. Beide Wissenschaftler lernten sich erstmals 1961 während eines Treffens mit dem US-amerikanischen Ichthyologen Daniel M. Cohen kennen, der zu Besuch in Charlottenlund war, um an den Fischen in den Dana-Sammlungen zu arbeiten. Trotz ihres Alters- und Statusunterschieds verstanden sich Nielsen und Bertelsen auf Anhieb. Daraus entwickelte sich eine enge persönliche Freundschaft und eine produktive berufliche Beziehung, die mehr als drei Jahrzehnte andauern sollte. Sie schrieben gemeinsam mehrere Abhandlungen und 1992 ein populärwissenschaftliches Buch über grönländische Fische mit dem Titel Fisk i grønlandske farvande. Es war auch der Beginn von Nielsens langer und produktiver Zusammenarbeit mit Dan Cohen, die durch ihr gemeinsames Interesse an den Eingeweidefischartigen ausgelöst wurde.
1971 trat Bertelsen von seiner Position als Leiter der dänischen Fischereiprüfung zurück und wechselte überraschend zum ZMUC. Zwei Jahre später wurde das Charlottenlund-Laboratorium geschlossen und die Dana-Sammlungen wurden in das ZMUC verlegt.
Nielsens und Bertelsens erster gemeinsamer Einsatz war 1964 auf Mauritius, während der International Indian Ocean Expedition. Bertelsen ersetzte Nielsen auf der zweiten Etappe der Forschungsfahrt an Bord der R/V Anton Bruun. Im Laufe der Jahre hat Nielsen an vielen wissenschaftlichen Fahrten auf Schiffen verschiedener Nationalitäten teilgenommen. 
Zwischen 1968 und 1982 wirkte er an fünf Forschungsfahrten an Bord der deutschen Schiffe Anton Dohrn und Walther Herwig mit, die zum Teil unter der Leitung von Gerhard Krefft vom Institut für Seefischerei Hamburg (ISH) durchgeführten wurden.
Um möglichst viel Fachwissen in diese Expeditionen einbringen zu können, lud Krefft Spezialisten aus vielen Ländern ein. Neben Nielsen und Bertelsen gehörten zur Besatzung in der Regel namhafte Ichthyologen wie Alfred Post und Matthias Stehmann aus Westdeutschland, Dan Cohen, Robert H. Gibbs, Jr. (1929–1988) und Richard Lee Haedrich (1938–2017) aus den Vereinigten Staaten sowie P. Alexander Hulley aus Südafrika. 
Von November 1988 bis Januar 1989 nahm Nielsen an einem Hochsee-Versuchsfischereiprogramm der Sowjetunion teil. Das Forschungsschiff war die Vityaz, und die Reise stand unter der Leitung des russischen Ichthyologen Nikolai Wassiljewitsch Parin (1932–2012). Neben den Sowjetrussen gehörten Dan Cohen, Bruce B. Collette, Ken Sulak, Matthias Stehmann, Nigel Merrett, John R. Paxton, M. Eric Anderson, Erik Bertelsen und Jørgen Nielsen zur Crew der Ichthyologen. Die Fahrt führte durch den südwestlichen Indischen Ozean, begann in Madagaskar und endete auf Mauritius. Hauptziel war die Erforschung der Fauna um verschiedene Seeberge, aber auch Studien über Plankton, Wale und Hydrographie standen auf dem Programm. Der Höhepunkt war die Erkundung der Walters Shoals, eines isolierten Tiefseebergs etwa 700 km südlich von Madagaskar, dessen Gipfel bis auf 20 m an die Oberfläche heranreicht. 
Neben Bertelsen war Cohen ein häufiger Co-Autor von Nielsen. Beide verband eine enge Freundschaft. 1968 veröffentlichten sie ihre erste gemeinsame Arbeit über die Gattung Bellottia aus der Familie der Lebendgebärenden Brotulas (Bythitidae). Bis 2006 erschienen dreizehn weitere Arbeiten über die Eingeweidefischartigen, darunter 1978 das Buch Guide to the identification of genera of the fish order Ophidiiformes with a tentative classification of the order. 2008 veröffentlichten sie in der Fachzeitschrift Zootaxa den Artikel Atlantic Occurrence Of The Genus Bellottia (Teleostei, Bythitidae) With Two New Species From The Western North Atlantic 40 Jahre nach ihrer ersten Behandlung dieser Gattung. 
Nigel Merrett war ein weiterer häufiger Mitarbeiter, sowohl bei den Eingeweidefischartigen als auch bei anderen Gruppen. Die zeitaufwendigste ihrer gemeinsamen Arbeiten war die Überarbeitung der Gattung Bassozetus, die im Jahr 2000 unter dem Titel Revision of the cosmopolitan deep-sea genus Bassozetus (Pisces: Ophidiidae) with two new species im Galathea Report veröffentlicht wurden. 
Nielsen widmete sich auch den Aalartigen (Anguilliformes) und den Pelikanaalartigen (Saccopharyngiformes). Mitte der 1970er Jahre arbeitete er zusammen mit einem Studenten, Verner Larsen, an den Schnepfenaalen (Nemichthyidae). Die beiden hatten eine Reihe von Arten zusammengetragen, die offenbar unbeschrieben waren. Als Larsen gezwungen war, sich aus beruflichen Gründen aus dem Projekt zurückzuziehen, bat Nielsen den US-amerikanischen Ichthyologen David G. Smith, der zu dieser Zeit das ZMUC besuchte, sich an der Fertigstellung der Studie zu beteiligen. Smith stimmte zunächst nur widerwillig zu, da seine Zeit begrenzt war und er mit den Weidenblattlarven aus den Dana-Sammlungen beschäftigt war. Schließlich erwies sich das Projekt auch für Smith als äußerst lohnend. 
Es war bereits bekannt, dass es zwei Formen von Schnepfenaalen gibt: eine mit langen, nicht abbrechbaren Kiefern, die mit kurzen, gebogenen Zähnen besetzt sind, und eine mit kurzen, zahnlosen Kiefern. Diese wurden stets taxonomisch interpretiert, wobei die beiden Formen in getrennten Gattungen oder sogar Unterfamilien untergebracht wurden. Nielsen und Smith gingen von derselben Annahme aus. Nachdem sie die Tiere etwa eine Woche lang eingehend untersucht, beschrieben, gezählt und vermessen hatten, kamen sie jedoch zu dem Schluss, dass es sich nicht um taxonomische Unterschiede, sondern um Geschlechtsunterschiede innerhalb der einzelnen Arten handelte. Die Studie mündete in eine Revision der Nemichthyidae, die 1978 unter dem Titel The eel family Nemichthyidae (Pisces, Anguilliformes) im Galathea Report Nr. 88 veröffentlicht wurde. 
1985 arbeitete Nielsen zusammen mit Bertelsen an einer Studie über die Pelikanaalartigen (Saccopharyngiformes) in der Familie der Sackmäuler (Saccopharyngidae), wobei sich unter dem untersuchten Material zahlreiche unbeschriebene Arten befanden. Sie beschrieben die Morphologie dieser Fische, die sich durch das Fehlen eines Oberkiefers (Maxillae und Prämaxillare) auszeichnen und dokumentierten unter anderem das Vorhandensein eines Giftzahns am vorderen Ende des Schädels, den das Tier offenbar dazu benutzt, seine Beute in Ermangelung eines Kiefers zu überwältigen. 2001 nahm Nielsen zusammen mit seinem langjährigen Kollegen aus Deutschland, Werner Schwarzhans, und seinem ehemaligen Studenten, Peter Rask Møller, die Systematik der Dinematichthyini in Angriff, einer Tribus der Familie Bythitidae, die in Korallenriffen weltweit verbreitet ist. Im Jahr 2002 trat Nielsen offiziell von seinem Posten im Museum zurück, blieb jedoch aktiv in der Forschung tätig. Im Jahr 2008 wurde Møller zum Kurator für Fische am ZMUC ernannt. Seit 2001 haben Nielsen und Møller viele Arbeiten über Eingeweidefischartige veröffentlicht, oft gemeinsam mit Werner Schwarzhans. 
In den Jahren 2006 bis 2007 nahm Nielsen bei einer Weltumsegelung des dänischen Forschungsschiffs Galathea III teil. In der Salomonensee wurden mit Schleppnetz insgesamt 65 Exemplare zwischen 440 und 4450 m Tiefe gesammelt. Achtundzwanzig der Exemplare waren Eingeweidefischartige, die bisher in der Salomonensee unbekannt waren. Drei von ihnen waren unbeschrieben, zwei waren nur aus dem Atlantik bekannt, und einige andere waren nur von einigen wenigen Exemplaren bekannt. 
1992 wurde Nielsen in Anerkennung seiner Leistungen auf dem Gebiet der Ichthyologie von der American Society of Ichthyologists und Herpetologists zum ausländischen Ehrenmitglied ernannt.

## Dedikationsnamen
Nach Nielsen sind die Taxa Bassanago nielseni (Karmovskaya, 1990), Bassozetus nielseni Tomiyama, Takami & Fukui, 2018, Bathylaco nielseni Sazonov & Ivanov, 1980, Brotulotaenia nielseni Cohen, 1974, Cataetyx nielseni Balushkin & Prokofiev, 2005, Diaphus nielseni Nafpaktitis, 1978, Neoscorpaena nielseni (Smith, 1964), Nielsenichthys Schwarzhans & Møller, 2011, Physiculus nielseni Shcherbachev, 1993, Samariscus nielseni Quéro, Hensley & Maugé, 1989 sowie Tosarhombus nielseni Amaoka & Rivaton, 1991 benannt.

## Erstbeschreibungen von Jørgen G. Nielsen
Nielsen war an den Erstbeschreibungen von 216 Fischarten und -gattungen beteiligt, darunter:
- Abyssobrotula Nielsen, 1977
- Abyssobrotula galatheae Nielsen, 1977
- Abyssobrotula hadropercularis Ohashi & Nielsen, 2016
- Apagesoma australe Nielsen, King & Møller, 2008
- Apagesoma delosommatum (Hureau, Staiger & Nielsen, 1979)
- Aphyonus brevidorsalis Nielsen, 1969
- Aphyonus rassi Nielsen, 1975
- Avocettina paucipora Nielsen & Smith, 1978
- Barathronus algrahami Nielsen, Pogonoski & Appleyard, 2019
- Barathronus bruuni Nielsen, 1969
- Barathronus linsi Nielsen, Mincarone & Di Dario, 2015
- Barathronus multidens Nielsen, 1984
- Barathronus pacificus Nielsen & Eagle, 1974
- Barathronus roulei Nielsen, 2019
- Barathronus unicolor Nielsen, 1984
- Bassogigas walkeri Nielsen & Møller, 2011
- Bassozetus galatheae Nielsen & Merrett, 2000
- Bassozetus werneri Nielsen & Merrett, 2000
- Bathylaco macrophthalmus Nielsen & Larsen, 1968
- Bathymicrops belyaninae Nielsen & Merrett, 1992
- Bathymicrops brevianalis Nielsen, 1966
- Bathymicrops multispinis Nielsen & Merrett, 1992
- Bellottia cryptica Nielsen, Ross & Cohen, 2009
- Bellottia galatheae Nielsen & Møller, 2008
- Bellottia robusta Nielsen, Ross & Cohen, 2009
- Benthocometes australiensis Nielsen, 2010
- Bidenichthys paxtoni (Nielsen & Cohen, 1986)
- Brotulinella Schwarzhans, Møller & Nielsen, 2005
- Brotulinella taiwanensis Schwarzhans, Møller & Nielsen, 2005
- Bythites gerdae Nielsen & Cohen, 1973
- Bythites islandicus Nielsen & Cohen, 1973
- Cataetyx bruuni (Nielsen & Nybelin, 1963)
- Diancistrus alatus Schwarzhans, Møller & Nielsen, 2005
- Diancistrus alleni Schwarzhans, Møller & Nielsen, 2005
- Diancistrus altidorsalis Schwarzhans, Møller & Nielsen, 2005
- Diancistrus atollorum Schwarzhans, Møller & Nielsen, 2005
- Diancistrus beateae Schwarzhans, Møller & Nielsen, 2005
- Diancistrus brevirostris Schwarzhans, Møller & Nielsen, 2005
- Diancistrus eremitus Schwarzhans, Møller & Nielsen, 2005
- Diancistrus fijiensis Schwarzhans, Møller & Nielsen, 2005
- Diancistrus jackrandalli Schwarzhans, Møller & Nielsen, 2005
- Diancistrus jeffjohnsoni Schwarzhans, Møller & Nielsen, 2005
- Diancistrus karinae Schwarzhans, Møller & Nielsen, 2005
- Diancistrus katrineae Schwarzhans, Møller & Nielsen, 2005
- Diancistrus leisi Schwarzhans, Møller & Nielsen, 2005
- Diancistrus machidai Schwarzhans, Møller & Nielsen, 2005
- Diancistrus manciporus Schwarzhans, Møller & Nielsen, 2005
- Diancistrus mcgroutheri Schwarzhans, Møller & Nielsen, 2005
- Diancistrus mennei Schwarzhans, Møller & Nielsen, 2005
- Diancistrus niger Schwarzhans, Møller & Nielsen, 2005
- Diancistrus pohnpeiensis Schwarzhans, Møller & Nielsen, 2005
- Diancistrus robustus Schwarzhans, Møller & Nielsen, 2005
- Diancistrus springeri Schwarzhans, Møller & Nielsen, 2005
- Diancistrus tongaensis Schwarzhans, Møller & Nielsen, 2005
- Diancistrus vietnamensis Schwarzhans, Møller & Nielsen, 2005
- Dicrolene pallidus Hureau & Nielsen, 1981
- Diplacanthopoma kreffti Cohen & Nielsen, 2002
- Discoverichthys Merrett & Nielsen, 1987
- Discoverichthys praecox Merrett & Nielsen, 1987
- Ematops Schwarzhans & Nielsen, 2011
- Epetriodus Cohen & Nielsen, 1978
- Grammonus thielei Nielsen & Cohen, 2004
- Grammonus yunokawai Nielsen, 2007
- Gunterichthys bussingi Møller, Schwarzhans & Nielsen, 2004
- Gunterichthys coheni Møller, Schwarzhans & Nielsen, 2004
- Halidesmus thomaseni (Nielsen, 1961)
- Herwigia Nielsen, 1972
- Herwigia kreffti (Nielsen & Larsen, 1970)
- Ipnops meadi Nielsen, 1966
- Leptobrotula Nielsen, 1986
- Leptobrotula breviventralis Nielsen, 1986
- Leucicorus atlanticus Nielsen, 1975
- Lucifuga lucayana Møller, Schwarzhans, Iliffe & Nielsen, 2006
- Luciobrotula brasiliensis Nielsen, 2009
- Luciobrotula coheni Nielsen, 2009
- Lycodes adolfi Nielsen & Fosså, 1993
- Melodichthys Nielsen & Cohen, 1986
- Melodichthys hadrocephalus Nielsen & Cohen, 1986
- Meteoria Nielsen, 1969
- Meteoria erythrops Nielsen, 1969
- Meteoria longidorsalis Nielsen, 2016
- Microbrotula andersoni Schwarzhans & Nielsen, 2011
- Microbrotula geraldalleni Schwarzhans & Nielsen, 2012
- Microbrotula hamata Schwarzhans & Nielsen, 2011
- Monognathus berteli Nielsen & Hartel, 1996
- Monognathus bertini Bertelsen & Nielsen, 1987
- Monognathus boehlkei Bertelsen & Nielsen, 1987
- Monognathus herringi Bertelsen & Nielsen, 1987
- Monognathus nigeli Bertelsen & Nielsen, 1987
- Monognathus ozawai Bertelsen & Nielsen, 1987
- Monognathus rajui Bertelsen & Nielsen, 1987
- Monognathus rosenblatti Bertelsen & Nielsen, 1987
- Monognathus smithi Bertelsen & Nielsen, 1987
- Monomitopus americanus (Nielsen, 1971)
- Monomitopus vitiazi (Nielsen, 1971)
- Nemichthys larseni Nielsen & Smith, 1978
- Neobythites alcocki Nielsen, 2002
- Neobythites andamanensis Nielsen, 2002
- Neobythites australiensis Nielsen, 2002
- Neobythites bimaculatus Nielsen, 1997
- Neobythites braziliensis Nielsen, 1999
- Neobythites crosnieri Nielsen, 1995
- Neobythites elongatus Nielsen & Retzer, 1994
- Neobythites fijiensis Nielsen, 2002
- Neobythites franzi Nielsen, 2002
- Neobythites gloriae Uiblein & Nielsen, 2018
- Neobythites japonicus Uiblein & Nielsen, 2023
- Neobythites javaensis Nielsen, 2002
- Neobythites jonathan Uiblein & Nielsen, 2023
- Neobythites kenyaensis Nielsen, 1995
- Neobythites lombokensis Uiblein & Nielsen, 2018
- Neobythites longispinis Nielsen, 2002
- Neobythites longiventralis Nielsen, 1997
- Neobythites machidai Ohashi, Nielsen & Yabe, 2012
- Neobythites macrocelli Nielsen, 2002
- Neobythites malhaensis Nielsen, 1995
- Neobythites marianaensis Nielsen, 2002
- Neobythites marquesaensis Nielsen, 2002
- Neobythites meteori Nielsen, 1995
- Neobythites monocellatus Nielsen, 1999
- Neobythites multidigitatus Nielsen, 1999
- Neobythites multiocellatus Nielsen, Uiblein & Mincarone, 2009
- Neobythites multistriatus Nielsen & Quéro, 1991
- Neobythites musorstomi Nielsen, 2002
- Neobythites natalensis Nielsen, 1995
- Neobythites neocaledoniensis Nielsen, 1997
- Neobythites nigriventris Nielsen, 2002
- Neobythites pako Uiblein & Nielsen, 2023
- Neobythites pallidus Nielsen, 1997
- Neobythites sereti Nielsen, 2002
- Neobythites sinensis Nielsen, 2002
- Neobythites soelae Nielsen, 2002
- Neobythites solomonensis Uiblein & Nielsen, 2021
- Neobythites somaliaensis Nielsen, 1995
- Neobythites stefanovi Nielsen & Uiblein, 1993
- Neobythites superocellatus Uiblein & Nielsen, 2023
- Neobythites unicolor Nielsen & Retzer, 1994
- Neobythites vityazi Nielsen, 1995
- Neobythites zonatus Nielsen, 1997
- Neobythites zora Uiblein & Nielsen, 2023
- Neobythitoides Nielsen & Machida, 2006
- Neobythitoides serratus Nielsen & Machida, 2006
- Notoliparis kermadecensis (Nielsen, 1964)
- Nybelinella Nielsen, 1972
- Nybelinella brevianalis Nielsen, 2017
- Ogilbia boehlkei Møller, Schwarzhans & Nielsen, 2005
- Ogilbia boydwalkeri Møller, Schwarzhans & Nielsen, 2005
- Ogilbia cocoensis Møller, Schwarzhans & Nielsen, 2005
- Ogilbia davidsmithi Møller, Schwarzhans & Nielsen, 2005
- Ogilbia jeffwilliamsi Møller, Schwarzhans & Nielsen, 2005
- Ogilbia jewettae Møller, Schwarzhans & Nielsen, 2005
- Ogilbia mccoskeri Møller, Schwarzhans & Nielsen, 2005
- Ogilbia nigromarginata Møller, Schwarzhans & Nielsen, 2005
- Ogilbia nudiceps Møller, Schwarzhans & Nielsen, 2005
- Ogilbia robertsoni Møller, Schwarzhans & Nielsen, 2005
- Ogilbia sabaji Møller, Schwarzhans & Nielsen, 2005
- Ogilbia sedorae Møller, Schwarzhans & Nielsen, 2005
- Ogilbia suarezae Møller, Schwarzhans & Nielsen, 2005
- Ogilbia tyleri Møller, Schwarzhans & Nielsen, 2005
- Ogilbichthys Møller, Schwarzhans & Nielsen, 2004
- Ogilbichthys ferocis Møller, Schwarzhans & Nielsen, 2004
- Ogilbichthys haitiensis Møller, Schwarzhans & Nielsen, 2004
- Ogilbichthys kakuki Møller, Schwarzhans & Nielsen, 2004
- Ogilbichthys longimanus Møller, Schwarzhans & Nielsen, 2004
- Ogilbichthys microphthalmus Møller, Schwarzhans & Nielsen, 2004
- Ogilbichthys puertoricoensis Møller, Schwarzhans & Nielsen, 2004
- Ogilbichthys tobagoensis Møller, Schwarzhans & Nielsen, 2004
- Parabrotula tanseimaru Miya & Nielsen, 1991
- Paradiancistrus Schwarzhans, Møller & Nielsen, 2005
- Paradiancistrus acutirostris Schwarzhans, Møller & Nielsen, 2005
- Paradiancistrus cuyoensis Schwarzhans, Møller & Nielsen, 2005
- Paraphyonus Nielsen, 2015
- Paraphyonus iselini Nielsen, 2015
- Paraphyonus merretti Nielsen, 2015
- Paraphyonus rassi (Nielsen, 1975)
- Paraphyonus solomonensis (Nielsen & Møller, 2008)
- Parasaccogaster Nielsen, Schwarzhans & Cohen, 2012
- Parasaccogaster normae (Cohen & Nielsen, 1972)
- Parasciadonus Nielsen, 1984
- Parasciadonus brevibrachium Nielsen, 1984
- Penopus japonicus Nielsen & Ohashi, 2011
- Pseudogilbia Møller, Schwarzhans & Nielsen, 2004
- Pseudogilbia sanblasensis Møller, Schwarzhans & Nielsen, 2004
- Saccogaster brayae Nielsen, Schwarzhans & Cohen, 2012
- Saccogaster hawaii Cohen & Nielsen, 1972
- Saccogaster horrida Nielsen, Schwarzhans & Cohen, 2012
- Saccogaster nikoliviae Nielsen, Schwarzhans & Cohen, 2012
- Saccogaster parva Cohen & Nielsen, 1972
- Saccogaster staigeri Cohen & Nielsen, 1972
- Saccopharynx berteli Tighe & Nielsen, 2000
- Saccopharynx lavenbergi Nielsen & Bertelsen, 1985
- Saccopharynx paucovertebratis Nielsen & Bertelsen, 1985
- Saccopharynx ramosus Nielsen & Bertelsen, 1985
- Saccopharynx thalassa Nielsen & Bertelsen, 1985
- Saccopharynx trilobatus Nielsen & Bertelsen, 1985
- Sciadonus galatheae (Nielsen, 1969)
- Sciadonus longiventralis Nielsen, 2018
- Sciadonus robinsorum Nielsen, 2018
- Spottobrotula Cohen & Nielsen, 1978
- Spottobrotula mahodadi Cohen & Nielsen, 1978
- Spottobrotula mossambica Nielsen, Schwarzhans & Uiblein, 2015
- Spottobrotula persica Nielsen, Schwarzhans & Uiblein, 2015
- Thermichthys Nielsen & Cohen, 2005
- Timorichthys Nielsen & Schwarzhans, 2011
- Timorichthys angustus Nielsen, Okamoto & Schwarzhans, 2013
- Timorichthys disjunctus Nielsen & Schwarzhans, 2011
- Tosarhombus smithi (Nielsen, 1964)
- Tuamotuichthys Møller, Schwarzhans & Nielsen, 2004
- Tuamotuichthys bispinosus Møller, Schwarzhans & Nielsen, 2004
- Tuamotuichthys marshallensis Nielsen, Schwarzhans, Møller & Randall, 2006
- Tuamotuichthys schwarzhansi Nielsen & Møller, 2008
- Ventichthys Nielsen, Møller & Segonzac, 2006
- Ventichthys biospeedoi Nielsen, Møller & Segonzac, 2006